# Lago Albigna
O Lago Albigna é um lago artificial localizado no cantão de Graubünden, Suíça.
Este lago está localizado no município de Vicosoprano a uma altitude de 2.163 m no lado sudoeste do Vale Bregaglia, a nordeste de Pizzo Cacciabella. O lago tem uma área de 1,13 km². E tem a saída de água para Rio Albigna, afluente esquerdo do rio Mera.